# U7-es metróvonal (Berlin)
Az U7-es metróvonal a német főváros, Berlin leghosszabb metróvonala, 31,8 km hosszan fut végig föld alatt.
A 2020-ban átadott Brandenburgi repülőtérről az X7-es, X71-es, vagy N7-es buszok segítségével lehet eljutni Rudow-ra, az egyik végállomásra.

## Adatok
A vonal 4:00 és 1:00 között, átlagosan 7 percenként közlekedik. A vonal egésze az A és B zónákban található, így egy felnőttjegy ára 3,80 euró, a gyermekjegyé pedig 2,40  euró. (2025-ben)

## Megállók
Megállók a Rathaus Spandau felől (A félkövérrel írt állomásokon lift is található):
- Rathaus Spandau S3 S9 (végállomás)
- Altstadt Spandau
- Zitadelle
- Haselhorst
- Paulsternstraße
- Rohrdamm
- Siemensdamm
- Halemweg
- Jakob-Kaiser-Platz
- Jungfernheide S41 S42
- Mierendorffplatz
- Richard-Wagner-Platz
- Bismarckstraße U2
- Wilmersdorfer Straße (S-Bahnhof Berlin-Charlottenburg S3 S5 S7 S9)
- Adenauerplatz
- Konstanzer Straße
- Fehrbelliner Platz U3
- Blissestraße U9
- Bayerischer Platz U4
- Eisenacher Straße
- Kleistpark
- Yorckstraße (Großgörschenstraße) S1 S2 S25 S26
- Möckernbrücke U1 U3
- Mehringdamm U6
- Gneisenaustraße
- Südstern
- Hermannplatz U8
- Rathaus Neukölln
- Karl-Marx-Straße
- Neukölln S41 S42 S45 S46 S47
- Grenzallee
- Blaschkoallee
- Parchimer Allee
- Britz-Süd
- Johannisthaler Chaussee
- Lipschitzallee
- Wutzkyallee
- Zwickauer Damm
- Rudow (végállomás)